# Гречишный листоед
Гречишный листоед (лат. Gastrophysa polygoni) — транспалеарктический вид мелких жуков подсемейства хризомелин (Chrysomelinae) из семейства листоедов (Chrysomelidae). Это один из наиболее часто встречающихся видов жесткокрылых на полях злаков, на которых жуки питаются фаллопией, горцем и щавелем.

## Распространение
Гречишный листоед — это транспалеарктический вид, распространённый от Европы на восток до Сибири, Китая и Туркестана. Интродуцирован в Северную Америку, где обитает в Канаде (от Британской Колумбии до Приморских провинций) и США (от Мэна южнее до Нью-Джерси и Западной Вирджинии, западнее до Канзаса, Небраски, Вайоминга и Монтаны).

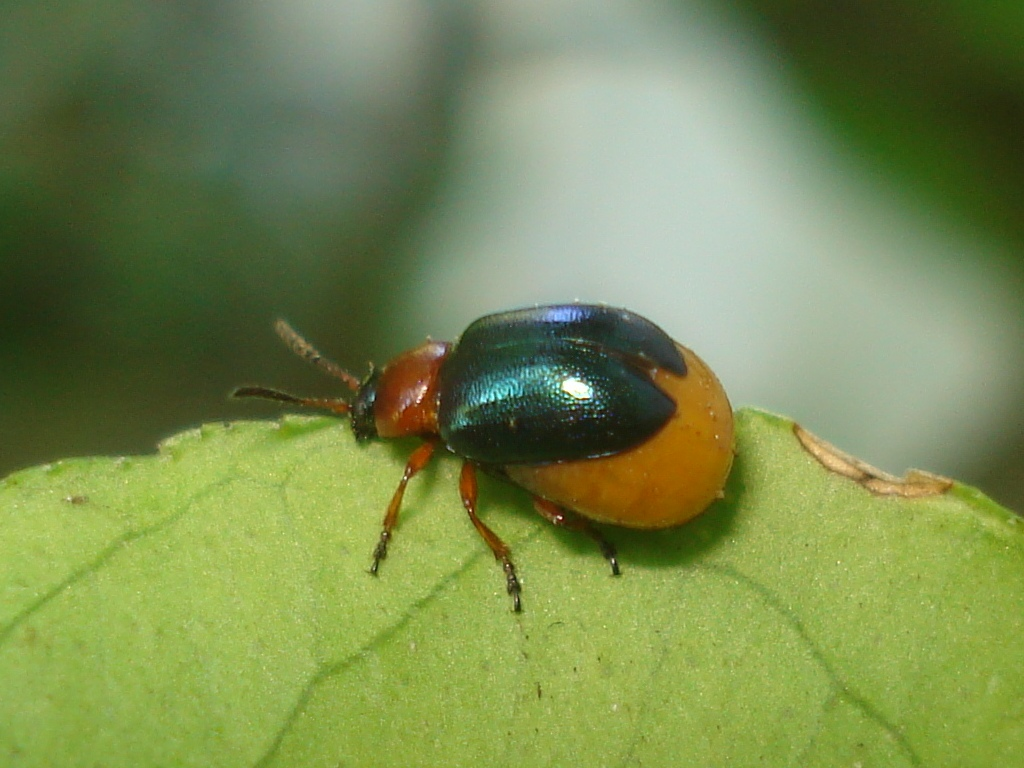
Самка листоеда гречишного

## Описание
Длина тела жуков 4-5 мм.  Жуки обладают яркой окраской с металлическим блеском. Тело и надкрылья сине-зеленые. Переднеспинка, первые членики усиков и конечности рыжие. Голова маленькая, втянута в переднегрудь. Глаза выпуклые, разделены выемкой. Усики 11-члениковые, последний сегмент увеличенный и заостренный. Основание антенн рыжее, остальная часть бурая. На члениках имеются щетинки. Переднеспинка поперечная, к переднему краю суженая. Надкрылья выпуклые с прямоугольными плечевыми бугорками и закругленной вершиной. Поверхность покрыта точками. Крылья хорошо развиты. Брюшко состоит из 5 видимых стернитов и 6 тергитов. Голени всех конечностей имеют шпоры, лапки заканчиваются коготком. Ноги покрыты щетинками.
Данный вид довольно просто спутать с пьявницей красногрудой (Oulema melanopus) из-за довольно сильного внешнего сходства и схожих мест обитания.
Для гречишных листоедов характерны внешние различия самцов и самок. Женские особи более крупные, у них раздутое брюшко ярко-оражевого цвета. Надкрылья закрывают только часть органа.

## Экология

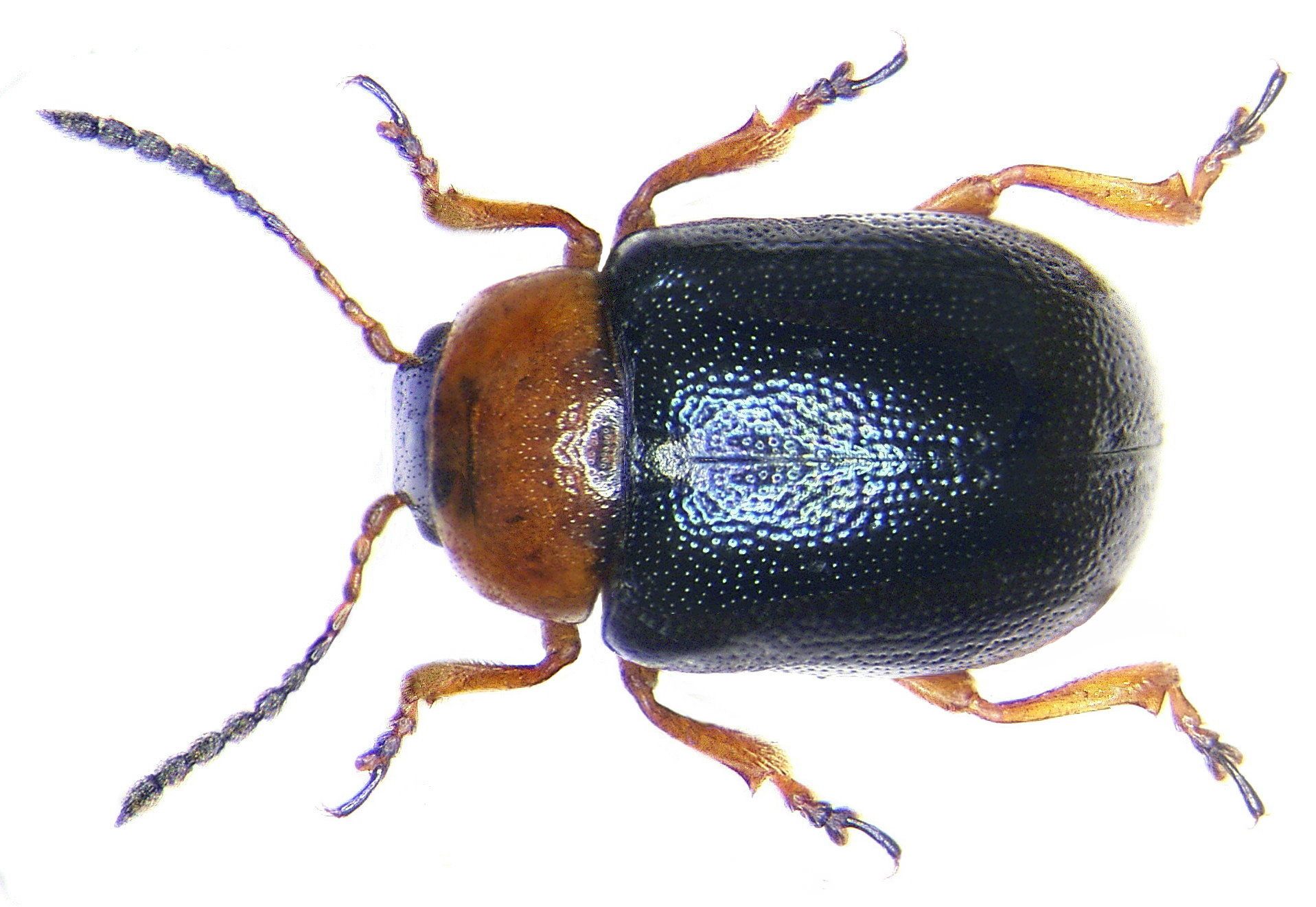

Данный вид одновременно и биологический агент, питающийся сорными растениями (фаллопия, горец, щавель), и вредитель, наносящий вред культурным растениям из рода гречиха.

### Паразиты
Энтомолог Жоливе упоминает виды Meigenia floralis и Meigenia mutabilis в качестве личиночных эндопаразитов гречишного листоеда на территории Франции. По наблюдениям Лундбека в каждой личинке развивается не более одного паразита.
Из перепончатокрылых на личинках паразитируют представители семейства браконид — Microbracon fuscipennis (во Франции) и Bracon fuscipennis.
Со взрослыми жуками ассоциированы паразитические микроспоридии вида Nosema gastroideae.

### Хищники
Жуки-хищники из семейства карапузиков (Histeridae) Saprinus virescens.